# Olympische Jugend-Winterspiele 2024/Teilnehmer (Portugal)
| Gelbes Symbol für Goldmedaillen mit stilisierten Olympischen Ringen | Graues Symbol für Silbermedaillen mit stilisierten Olympischen Ringen | Braundes Symbol für Bronzemedaillen mit stilisierten Olympischen Ringen |
| ------------------------------------------------------------------- | --------------------------------------------------------------------- | ----------------------------------------------------------------------- |
| —                                                                   | —                                                                     | —                                                                       |

Portugal nahm mit 6 Athleten (3 Männer, 3 Frauen) an den Olympischen Jugend-Winterspielen 2024 in der südkoreanischen Provinz Gangwon teil.

## Teilnehmer nach Sportart

### Eisschnelllauf
| Athleten            | Wettbewerb | Zeit         | Rang |
| ------------------- | ---------- | ------------ | ---- |
| Frauen              |            |              |      |
| Jéssica Rodrigues   | 500 m      | 41,96 s      | 15   |
| Jéssica Rodrigues   | 1500 m     | DNF          | DNF  |
| Francisca Henriques | 500 m      | 42,35 s      | 17   |
| Francisca Henriques | 1500 m     | 2:13,861 min | 19   |
| Männer              |            |              |      |
| Martim Vieira       | 500 m      | 38,84 s      | 16   |
| Martim Vieira       | 1500 m     | 2:09,50 min  | 29   |
| Manuel Piteira      | 500 m      | 40,78 s      | 26   |
| Manuel Piteira      | 1500 m     | 2:06,36 min  | 25   |

| Athleten                        | Wettbewerb  | Halbfinale  | Halbfinale | Finale        | Finale        | Rang |
| Athleten                        | Wettbewerb  | Zeit        | Rang       | Zeit          | Rang          | Rang |
| ------------------------------- | ----------- | ----------- | ---------- | ------------- | ------------- | ---- |
| Frauen                          |             |             |            |               |               |      |
| Jéssica Rodrigues               | Massenstart | 5:59,13 min | 2          | 5:56,48 min   | 6             | 6    |
| Francisca Henriques             | Massenstart | 6:26,04 min | 10         | ausgeschieden | ausgeschieden | 26   |
| Männer                          |             |             |            |               |               |      |
| Martim Vieira                   | Massenstart | 6:25,82 min | 12         | ausgeschieden | ausgeschieden | 28   |
| Manuel Piteira                  | Massenstart | 5:36,62 min | 11         | ausgeschieden | ausgeschieden | 21   |
| Mixed                           |             |             |            |               |               |      |
| Martim Vieira Jéssica Rodrigues | Staffel     | DSQ         | DSQ        | ausgeschieden | ausgeschieden | DSQ  |

### Ski Alpin
| Athleten              | Wettbewerb         | Lauf 1      | Lauf 1 | Lauf 2      | Lauf 2 | Gesamt      | Gesamt |
| Athleten              | Wettbewerb         | Zeit        | Rang   | Zeit        | Rang   | Zeit        | Rang   |
| --------------------- | ------------------ | ----------- | ------ | ----------- | ------ | ----------- | ------ |
| Frauen                |                    |             |        |             |        |             |        |
| Nahia Vieira da Fonte | Super-G            | —           | —      | —           | —      | 1:02,30 min | 48     |
| Nahia Vieira da Fonte | Alpine Kombination | 1:03,22 min | 47     | 1:02,29 min | 32     | 2:05,51 min | 31     |
| Nahia Vieira da Fonte | Riesenslalom       | 59,15 s     | 42     | DNF         | DNF    | DNF         | DNF    |
| Nahia Vieira da Fonte | Slalom             | 1:00,73 min | 48     | DNF         | DNF    | DNF         | DNF    |
| Männer                |                    |             |        |             |        |             |        |
| Emeric Guerillot      | Super-G            | —           | —      | —           | —      | 56,79 s     | 32     |
| Emeric Guerillot      | Alpine Kombination | 57,80 s     | 37     | 58,80 s     | 26     | 1:56,60 min | 26     |
| Emeric Guerillot      | Riesenslalom       | 52,75 s     | 39     | DNF         | DNF    | DNF         | DNF    |
| Emeric Guerillot      | Slalom             | 50,69 s     | 36     | 56,39 s     | 21     | 1:47,08 min | 21     |